# Hethemia subcroceata
Hethemia subcroceata är en fjärilsart som beskrevs av Walker 1863. Hethemia subcroceata ingår i släktet Hethemia och familjen mätare. Inga underarter finns listade i Catalogue of Life.